# 2020-as szlovákiai parlamenti választás

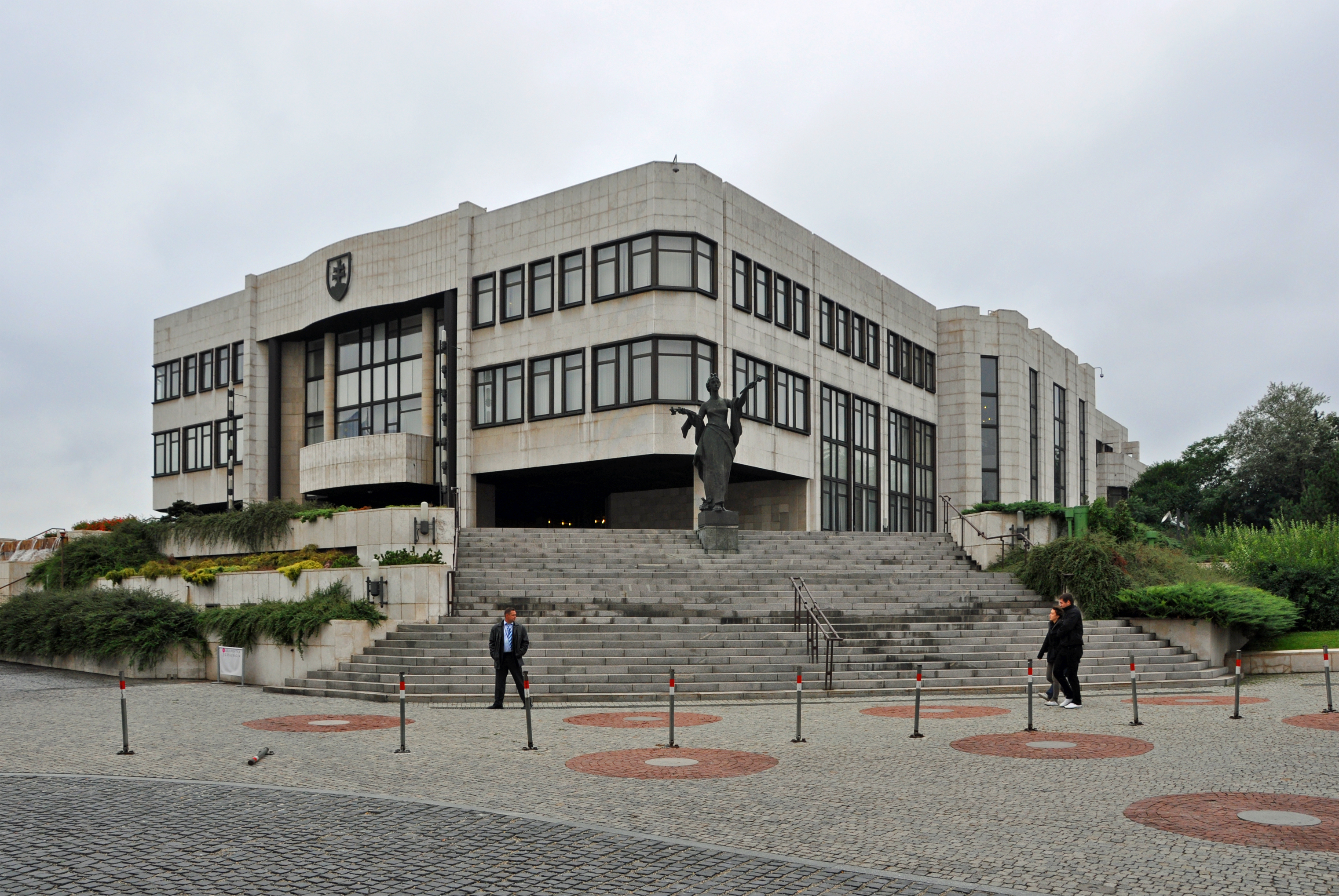
Szlovákia parlamentjének épülete Pozsonyban

A 2020-as szlovákiai parlamenti választást 2020. február 29-én, szombaton tartották Szlovákiában. Ez volt a 8. parlamenti választás az ország történetében.

## Választási rendszer
A választás egyfordulós és arányos, egész ország egy körzetnek számít. Az emberek pártlistákra szavaznak. A pártoknak és pártkoalícióknak legkésőbb 90 nappal a választások előtt le kell adniuk a listájukat a választási bizottság jegyzőjének. A bejutási küszöb az önállóan induló pártoknak 5%, 2 vagy 3 pártból álló pártszövetségeknek 7%, 4 vagy több pártból álló pártszövetségeknek 10%. Állami támogatásban később a legalább 3%-ot elérő pártok részesülnek.
A választáson való induláshoz a pártoknak letétbe kell helyezniük 17 000 eurót. A pártok 3 millió eurót költhetnek a kampányra, melyről transzparens számlát kell vezetniük.
A választáson preferenciális szavazás folyik, azaz a választók rangsorolják a jelölteket. A pártlisták közül egyet kell kiválasztani, és azon legfeljebb négy név előtti számot be lehet karikázni. Ha valamelyik jelölt neve előtti számot legalább az összes pártszavazat 3%-át elérő számú választó bekarikázta, akkor az illető a saját pártja listájának az elejére ugrik. Több előreugró jelölt esetén a kapott karikák száma alapján állítanak fel sorrendet. Ha nem szerepelnek karikák a szavazólapon, akkor az automatikusan a lista első 4 jelöltjéhez számít. A pártlistára leadott szavazat akkor is érvényes, ha a karikázást elrontja a szavazó. 
A választópolgár csak egy lista szavazólapját helyezheti a borítékba, különben nem lesz érvényes a szavazat. A fel nem használt vagy hibásan megjelölt szavazólapokat a szavazónak egy lezárt dobozba kell beledobnia, ellenkező esetben kihágást követ el, amiért 33 eurós büntetést szabhatnak ki rá.
A külföldön tartózkodó szlovák állampolgárok szavazatukat postán küldhetik el. Nekik legkésőbb 35 nappal a választások napja előtt kézbesítenek a külföldi tartózkodási helyre egy lepecsételt borítékot a szavazólapokkal, a választási útmutatóval és egy felcímzett válaszborítékkal. A levélszavazatoknak legkésőbb a választások napja előtti utolsó munkanapig, azaz 2020. február 28-ig kell beérkezniük. (Körülbelül 300 ezer szlovák állampolgár él tartósan külföldön, közülük 30-50 ezer fő magyar nemzetiségű.)
Összesen 150 mandátumot osztanak szét. A szlovákiai alkotmány módosításához a parlament háromötödös többsége kell, azaz legalább 90 képviselő.

## Induló pártok
A választáson 24 politikai csoportosulás indult.
|     | Párt vagy pártok neve (szlovák név, rövidítés) | Pártok lógói | Listavezető         | Támogatók |
| --- | --- | ------------ | ------------------- | --- |
| 1.  | Andrej Hlinka Szlovák Néppártja (Slovenská ľudová strana Andreja Hlinku, SĽS) |              | Jozef Sásik         | – |
| 2.  | Jó Választás (Dobrá Voľba, DV) |              | Tomáš Drucker       | – |
| 3.  | Szabadság és Szolidaritás (Sloboda a Solidarita, SaS) |              | Richard Sulík       | Polgári Konzervatív Párt (Občianska konzervatívna strana, OKS) |
| 4.  | Család Vagyunk (Sme Rodina, SR) |              | Boris Kollár        | – |
| 5.  | Újjászületés Szlovák Mozgalom (Slovenské Hnutie Obrody, SHO) |              | Róbert Švec         | – |
| 6.  | Az Emberekért (Za Ľudí, ZĽ) |              | Andrej Kiska        | – |
| 7.  | Ebből Elegünk Van! (Máme Toho Dosť!, MTD) |              | František Oravec    | – |
| 9.  | Szlovák Nemzeti Párt (Slovenská národná strana, SNS) |              | Andrej Danko        | – |
| 10. | Demokrata Párt (Demokratická strana, DS) |              | Jozef Rajtár        | – |
| 11. | Egyszerű Emberek és Független Személyiségek – Új Kezdet – Keresztény Unió – Változás Alulról (Obyčajní ľudia a nezávislé osobnosti – NOVA – Kresťanská únia – Zmena Zdola, OĽaNO–NOVA, KÚ, ZZ) |              | Mária Šofranko      | Keresztény Unió (Kresťanská únia, KÚ), Változás Alulról (Zmena zdola, ZZ), Szlovák Demokratikus Unió (Demokratická únia Slovenska, DÚ)                                             |
| 12. | Progresszív Szlovákia – Együtt – Polgári Demokrácia (Progresívne Slovensko – Spolu – občianska demokracia, PS–Spolu)                                                                           |              | Michal Truban       | – |
| 13. | Polgármesterek és Független Jelöltek (Starostovia a nezávislí kandidáti, SaNK) |              | František Gőgh      | – |
| 14. | 99% – Polgári Hang (99% – občiansky hlas, 99%) |              | Pavel Weiss         | – |
| 15. | Kereszténydemokrata Mozgalom (Kresťanskodemokratické hnutie, KDH) |              | Alojz Hlina         | – |
| 16. | Szlovák Liga (Slovenská liga, SL) |              | Roman Ruhig         | – |
| 17. | Haza (Vlasť) |              | Štefan Harabin      | – |
| 18. | Most–Híd |              | Érsek Árpád         | Magyar Kereszténydemokrata Szövetség (MKDSZ) (Maďarská kresťanskodemokratická aliancia), Szlovákiai Roma Kezdeményezés (Rómska iniciatíva Slovenska, RIS), Esély (Šanca)           |
| 19. | Irány – Szociáldemokrácia (Smer – sociálna demokracia, Smer–SD) |              | Peter Pellegrini    | – |
| 20. | Szolidaritás – A Dolgozói Szegénység Mozgalma (Solidarita – Hnutie pracujúcej chudoby, HPC) |              | Stanislav Mičev     | – |
| 21. | A Nép Hangja (Hlas Ľudu, HL) |              | Martina Šimkovičová | – |
| 22. | Magyar Közösségi Összefogás (MKÖ) (Maďarská komunitná spolupatričnosť) |              | Bárdos Gyula        | Magyar Fórum (MF) (Maďarské fórum), Magyar Közösség Pártja (MKP) (Strana maďarskej komunity)                                                                                       |
| 23. | A Szlovák Nemzet Munkája (Práca slovenského národa, PSN) |              | Roman Stopka        | – |
| 24. | A Mi Szlovákiánk Néppárt (Kotlebovci – Ľudová strana Naše Slovensko, ĽSNS) |              | Marian Kotleba      | Otthon Jól (Doma Dobre), KDŽP – Szövetség Szlovákiáért (KDŽP – Aliancia za Slovensko, KDŽP), Közvetlen Demokrácia (Priama Demokracia, PD), Nemzeti Koalíció (Národná koalícia, NK) |
| 25. | Szocialisták.sk (Socialisti.sk) |              | Eduard Chmelár      | Ellenállás – Munkapárt (VZDOR – strana práce) |

Eredetileg Ondrej Matej listavezetésével A Jobboldal Hangja nevű párt is részt vett volna 8-as sorszámú listájával a választáson, de 2020. február 20-án visszaléptek a SaS javára.

## Kampány
A felmérők szerint ez a szlovák választási történelemnek a legbizonytalanabb választása volt.
Bugár Béla, a Most-Híd elnöke kijelentette, hogy a választások után nem lesz hajlandó koalíciót kötni sem a Smerrel, sem az Igor Matovič féle Egyszerű Emberek és Független Személyiségekkel.
A választás előtt négy nappal a parlament megszavazta a 13. havi nyugdíj bevezetését és elutasította az isztambuli egyezmény ratifikálását.

## Közvélemény-kutatások
Az egyes pártok támogatottsága százalékban.
| Felmérés időpontja    | Cég          | Párt neve | Párt neve | Párt neve | Párt neve | Párt neve | Párt neve | Párt neve | Párt neve | Párt neve | Párt neve | Párt neve | Párt neve | Párt neve |
| Felmérés időpontja    | Cég          | Smer- SD  | ĽSNS      | ZĽ        | PS- Spolu | OĽaNO     | SR        | SaS       | KDH       | SNS       | Most- Híd | DV        | MKÖ       | Vlasť     |
| --------------------- | ------------ | --------- | --------- | --------- | --------- | --------- | --------- | --------- | --------- | --------- | --------- | --------- | --------- | --------- |
| Felmérés időpontja    | Cég          |           |           |           |           |           |           |           |           |           |           |           |           |           |
| 2019. október 7–10.   | AKO          | 20,1      | 12,3      | 12        | 12,7      | 5,8       | 5,9       | 6,7       | 5,6       | 6,4       | 3,9       | 1,7       | 3,1       | 1,3       |
| 2019. november 5–12.  | MVK          | 19,1      | 8,9       | 8,8       | 9,7       | 7,9       | 6,5       | 4,4       | 7,6       | 7         | 2,3       | 3,9       | 4,5       | 3,5       |
| 2019. november 9–13.  | Polis        | 20,2      | 11,1      | 11,2      | 11,1      | 7         | 5,2       | 5,1       | 6         | 6,1       | 4,1       | 2,4       | 3,6       | 3,3       |
| 2019. november 19–25. | AKO          | 18,4      | 10,4      | 12,5      | 12,4      | 7,6       | 7,1       | 6,7       | 6,4       | 6,4       | 3,5       | 3,2       | 2,2       | 2,1       |
| 2019. december 2–10.  | Focus        | 19,6      | 11,8      | 9,2       | 10,3      | 8         | 7         | 5,7       | 5,7       | 5,4       | 4,3       | 3,8       | 4,3       | 2,1       |
| 2019. december 7–11.  | Polis        | 18,1      | 12,2      | 10,1      | 9,5       | 9,8       | 5,5       | 5,2       | 6,1       | 7         | 5,2       | 2,4       | 5,2       | 2,2       |
| 2020. január 7–9.     | AKO          | 17,7      | 11,7      | 10,4      | 9,1       | 8,3       | 7,6       | 6,8       | 6,2       | 6,2       | 4,1       | 3,2       | 2,5       | 1,7       |
| 2020. január 10–14.   | Focus        | 18,7      | 13,6      | 10,3      | 10,5      | 7,7       | 7,1       | 5,4       | 6         | 5,1       | 4         | 3,3       | 3,7       | 3,3       |
| 2020. január 10–15.   | Polis        | 17,1      | 12,4      | 9,7       | 8,4       | 10        | 5,6       | 5,6       | 6         | 6,3       | 4,9       | 4,1       | 4,3       | 3,8       |
| 2020. január 15–17.   | AKO          | 17,1      | 11        | 10        | 10,2      | 8,4       | 7,9       | 6,7       | 5,5       | 5,9       | 4,2       | 3,4       | 3,2       | 2,3       |
| 2020. január 15–22.   | Focus        | 18        | 12,8      | 10,8      | 9,8       | 9         | 7,6       | 5,5       | 5,7       | 5,2       | 4,4       | 4         | 4         | 2         |
| 2020. január 23–30.   | Polis        | 17,1      | 11,1      | 10        | 9,1       | 12        | 6,3       | 5,2       | 5,5       | 5,5       | 4,8       | 4,6       | 3,5       | 3,9       |
| 2020. február 3–6.    | AKO          | 17,3      | 11,8      | 9,5       | 8,7       | 13,5      | 6,4       | 5,8       | 5,3       | 5,1       | 4,5       | 4,1       | 3,2       | 2,2       |
| 2020. február 5–8.    | Polis        | 16,9      | 11,8      | 9,6       | 9,4       | 13,1      | 6,1       | 5         | 5,2       | 5         | 4,7       | 4,7       | 3,5       | 4,3       |
| 2020. február 5–10.   | MVK          | 21,6      | 11,5      | 7,1       | 8         | 12,3      | 6,6       | 5,1       | 6,5       | 5,3       | 3,3       | 4,3       | 4,5       | 1,6       |
| 2020. február 6–12.   | Focus        | 17        | 12,2      | 8,2       | 9,3       | 13,3      | 7,8       | 5,3       | 5,4       | 4,4       | 4,2       | 4         | 3,9       | 3,2       |
| 2020. február 11–13.  | AKO          | 16,9      | 10,3      | 8,9       | 9,4       | 15,5      | 7,2       | 6,1       | 5,3       | 5         | 4,7       | 4,3       | 3         | 1,5       |
| 2020. február 13–18.  | AKO és Focus | 17,2      | 10,4      | 8,2       | 9,1       | 16,4      | 7,9       | 6,1       | 5,2       | 3,6       | 4         | 3,8       | 2,9       | 3,2       |
| 2020. február 20–24.  | AKO és Focus | 15,6      | 9,8       | 6,6       | 9,4       | 19,1      | 7,2       | 7         | 4,8       | 3,4       | 3,9       | 4,1       | 3,5       | 3,6       |

## Eredmények
| Párt | Párt     | Párt                                          | Szavazat  | Szavazat | Képviselő | Képviselő | +/– 2016 óta |
| --- | -------- | --------------------------------------------- | --------- | -------- | --------- | --------- | ------------ |
| | OĽaNO    | Egyszerű Emberek és Független Személyiségek   | 721 166   | 25,02%   | 53        | 35,3%     | +34          |
| | Smer-SD  | Irány-Szociáldemokrácia                       | 527 172   | 18,29%   | 38        | 25,3%     | -11          |
| | SR       | Család Vagyunk                                | 237 531   | 8,24%    | 17        | 11,3%     | +6           |
| | ĽSNS     | A Mi Szlovákiánk Néppárt                      | 229 660   | 7,97%    | 17        | 11,3%     | +3           |
| | SaS      | Szabadság és Szolidaritás                     | 179 246   | 6,22%    | 13        | 8,7%      | -8           |
| | ZĽ       | Az Emberekért                                 | 166 325   | 5,77%    | 12        | 8,0%      | Új           |
| A bejutási küszöb az önállóan induló pártok számára 5%, a közösen induló pártok számára 7% volt. Az 5%-os küszöb 144 076 szavazatnak, míg a 7%-os határ 201 706 voksnak felelt meg. |          |                                               |           |          |           |           |              |
| | PS-Spolu | Progresszív Szlovákia + Együtt                | 200 780   | 6,96%    | 0         |           | Új           |
| | KDH      | Kereszténydemokrata Mozgalom                  | 134 099   | 4,65%    | 0         |           | -            |
| | MKÖ      | Magyar Közösségi Összefogás                   | 112 662   | 3,90%    | 0         |           | -            |
| | SNS      | Szlovák Nemzeti Párt                          | 91 171    | 3,16%    | 0         |           | -15          |
| | DV       | Jó Választás                                  | 88 220    | 3,06%    | 0         |           | -            |
| | Vlasť    | Haza                                          | 84 507    | 2,93%    | 0         |           | -            |
| | Híd      | Most-Híd                                      | 59 174    | 2,05%    | 0         |           | -11          |
| |          | Szocialisták.sk                               | 15 925    | 0,55%    | 0         |           | -            |
| | MTD      | Ebből Elegünk Van!                            | 9260      | 0,32%    | 0         |           | -            |
| | SĽS      | Andrej Hlinka Szlovák Néppártja               | 8191      | 0,28%    | 0         |           | -            |
| | DS       | Demokrata Párt                                | 4194      | 0,14%    | 0         |           | -            |
| | HPC      | Szolidaritás - A Dolgozói Szegénység Mozgalma | 3296      | 0,11%    | 0         |           | -            |
| | SaNK     | Polgármesterek és Független Jelöltek          | 2018      | 0,07%    | 0         |           | -            |
| | SHO      | Ujjászületés Szlovák Mozgalom                 | 1966      | 0,06%    | 0         |           | -            |
| | HL       | A Nép Hangja                                  | 1887      | 0,06%    | 0         |           | -            |
| | PSN      | A Szlovák Nemzet Munkája                      | 1261      | 0,04%    | 0         |           | -            |
| | 99%      | 99% - Polgári Hang                            | 991       | 0,03%    | 0         |           | -            |
| | SL       | Szlovák Liga                                  | 809       | 0,02%    | 0         |           | -            |
| Összesen | Összesen | Összesen                                      | 2 881 511 | 100%     | 150       | 100%      |              |

### Választási térképek

A győztes pártok járásonként
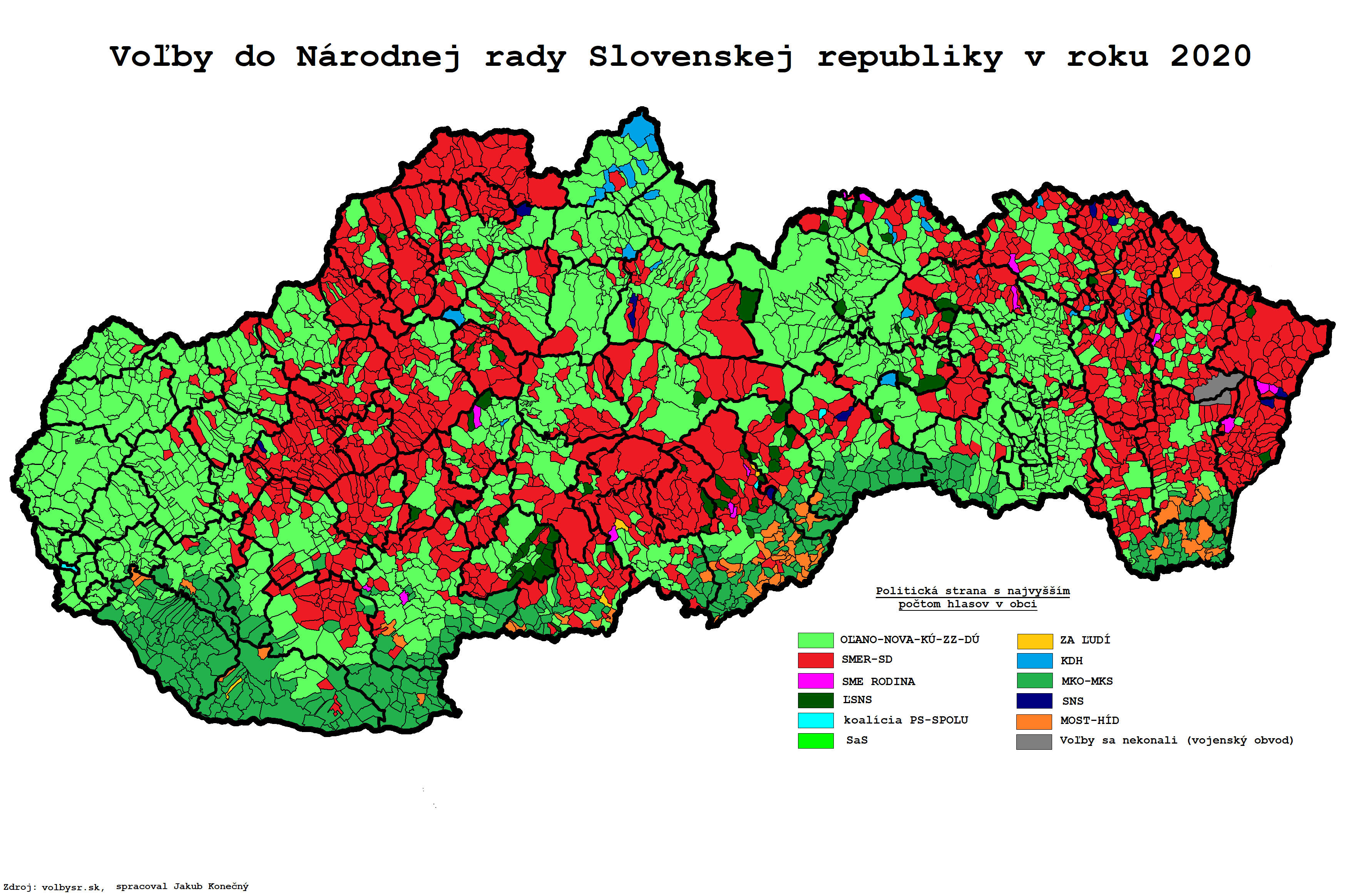
A győztes pártok településenként
Egyszerű Emberek és Független Személyiségek
Irány – Szociáldemokrácia
Család Vagyunk
Kotlebáék – A Mi Szlovákiánk Néppárt
Progresszív Szlovákia – Együtt
Szabadság és Szolidaritás
Az Emberekért
Magyar Közösségi Összefogás

A térképeken kiemelt területek:
- Zahraničie: Külföldön feladott levélszavazatok
- Bratislava: Pozsony
- Košice: Kassa

## Politikai következmények

Az új szlovák parlament összetétele

A választást a jobboldali Egyszerű Emberek és Független Személyiségek nyerte 25 százalékkal. A párt az erősen korrupcióellenes tematikájú kampányával a választáshoz közeledve egyre jobban elszívta a szavazókat a PS–Spolu, a KDH és Az Emberekért elől. A pártelnök, Igor Matovič lett a miniszterelnök.
A szavazók megbüntették a kormánypártokat. A Smer–SD 18 százalékos eredménnyel második helyezett lett. A kormánykoalíció másik két pártja, a a Szlovák Nemzeti Párt és a Most-Híd kiesett a parlamentből, utóbbi eredménye kevesebb volt a várakozásoknál. Bugár Béla, a Most–Híd párt elnöke már szombat este lemondott.
Váratlan volt a Család Vagyunk sikere, elért harmadik helye, és a Kotleba-féle fasiszta párt felmérésekben jelzett előretörésének elmaradása.
Meglepetés volt a Progresszív Szlovákia és az Együtt – Polgári Demokrácia koalíciójának viszonylag rossz szereplése. A koalíció nem érte el a 7%-os bejutási küszöböt, 926 szavazattal alatta maradt, így nem került be a parlamentbe. Michal Truban, a PS vezetője lemondott, Miroslav Beblavý, az Együtt elnöke pedig bejelentette, hogy távozik a politikából.
Szintén nem jutott be a parlamentbe a Magyar Közösségi Összefogás, amelynek lemondott az elnöke, de a választási párt fő erejében, az MKP-ban is tisztújításra kerül sor, mivel teljes elnöksége lemondott. Az önálló szlovák állam megalakulása óta most első alkalommal fordult elő, hogy nem került be magyar párt a parlamentbe.

## Érdekességek
- A választás 12 626 775 euróba került. Ebből 10 647 075 euró a Belügyminisztérium, 1 979 700 euró pedig az Szlovák Statisztikai Hivatal költségvetését terheli.[31]
- 2019. október 28-án a kormányzó Smer-SD, az SNS, Jakab Elemér, a Most–Híd képviselője és az ellenzéki ĽSNS a parlamentben megszavazta, hogy a korábbi 14. helyett a választás előtti 50. naptól fogva ne lehessen nyilvánosságra hozni a pártok támogatottságáról szóló közvélemény-kutatási eredményeket.[32] Az Európában példátlan gyakorlat miatt az államfő az Alkotmánybírósághoz fordult,[33] amely felfüggesztette a törvény hatálybalépését.[34]
- A leadott szavazatok 28,39 %-a a sok kieső párt miatt elveszett, nem eredményezett képviseletet.

## Lásd még
- Pellegrini-kormány
- Szlovákiai választások
- Matovič-kormány

## Külső hivatkozások
- Parlamenti választás 2020 – Szlovák Belügyminisztérium (szlovákul)
  - A pártlisták (szlovákul)
- Tájékoztató a választópolgár részére – Szlovák Belügyminisztérium (DOCX)
- Választás 2020 – Politikai pártok és jelöltek (szlovákul)
- A választási eredmény településenként térképen – Deník N, 2020. március 1.